# 이철용 (성우)
이철용(1968년 2월 7일 ~ )은 대한민국의 성우로, 1996년 MBC 13기 공채 성우로 데뷔하였다.

## 출연작품

### 애니메이션
- 드림킥스 (SBS)
- 뚜루뚜루뚜 나롱이 (MBC) - 펭글박사
- 고미의 만화 호기심 천국 (SBS) - 아빠
- 스피어즈 (MBC) - 곤즈, 카로핀
- 거북이 특공대Z (SBS) - 미켈란젤로
- 강아지천사 찰리 (MBC) - 캇페이스
- 꼬마형사 가제트 (SBS) - 멀치, 대블
- 범퍼킹 재퍼 (SBS) - 캡틴오버
- 부메랑 파이터 (MBC) - 해골마왕, 전투마귀
- 아틀란티스의 왕자 (MBC) - 알프레드 바주카
- 하늘이와 구름요정 (애니원) - 포트포트 / 번개
- 홍길동 어드벤처 (SBS) - 스승
- 도야지봉 (MBC)
- 출동! 로봇V (MBC) - 악당1
- 출동! 유니온 킹 (KBS) - 닥터 캣
- 트라이건 (VIDEO)
- 누들누드2 - 해설(방아사)
- 올림포스 가디언 극장판 기간테스의 역습  - 아레스
- 암행어사 정약용 (MBC)
- 명탐정 코난 (15기) (투니버스) - 김정만
- 모래요정 바람돌이 (EBS) - 바람돌이
- 아라리쇼 (EBS) - 아라리
- 폴라 익스프레스(SBS) - 떠돌이

### 외화
- CSI 과학수사대 (MBC) - 감식요원 오릴리 (스키프 오브라이언)
- CSI 마이애미 (MBC) - 브랜든 드와이어 (스코트 패터슨)
- 미녀와 뱀파이어 (MBC)
- 동양특급 로형사 (MBC)
- 밴드 오브 브라더스 (MBC)
- 파워레인저 캡틴포스 (대원방송) - 풍뢰환

### 방송
- 출발! 비디오 여행 (MBC) - 해설
- 백만불 미스터리 (SBS) - 해설
- 무한지대 Q (KBS2) - 해설
- 스펀지(KBS2) - 해설
- 지식 다락방/多樂房 (EBS) - 해설
- 신동엽의 있다! 없다? (SBS) - 해설
- 퀴즈 천하통일 (EBS) - 해설
- 무한도전 (MBC) - 해설, 다음회 예고
- 파워 차이나 (MBC) - 내레이션
- 생방송 세상의 아침 (KBS2) - 리포터
- 공감 특별한 세상 (MBC) - 내레이션
- 세대공감 토요일 (KBS) - 내레이션
- 해피 선데이 (KBS)
- 굿모닝 대한민국 (KBS) - 리포터
- 여유만만 (KBS)
- KBS 연기대상 (KBS)
- 오천만의 아이디어 (KBS)
- 생방송 투데이 (SBS)
- KBS 아침뉴스타임 (KBS)
- 여성공감 (KBS)
- 퀴즈 대한민국 (KBS)
- 톡톡톡 오후 2시 (MBC)
- 위기탈출 넘버원 (KBS2) - 2005년 임시 진행
- 그 감동 명장면 (KBS)
- SHOCK! SHOCK! 드라마 BRRR (온게임넷) - 해설
- 생방송 오픈 스튜디오 (채널A)
- 리플리의 비밀 대작전 (MBC)
- 명단공개 (tvN)
- 오감충전! G1이 좋다 (G1)
- 해피타임 (MBC) - 내레이션
- 안전 블랙박스 (EBS) - 내레이션
- 황수경의 생활보감 (TV조선) - 성우

### 라디오 드라마
- 모닝쇼 ‘말말말’ (MBC) - 진행
- 다큐멘터리 드라마 격동 50년 (MBC) - 김대중, 정태수
- 만화열전-삼국지 (MBC) - 관우
- 배한성, 배칠수의 고전열전 (MBC 표준FM) - 장비
- 만화열전 - 감격시대 (MBC) - 시라소니

#### 기타 역할
무한지대 Q에서는 강희선, 안지환과, 스펀지에서는 김종성이 같이 해설하였다. 참고로 스펀지에서는 2006년 6월 17일 방영된 '화난목소리는 웃는 얼굴로는 낼 수 없다.'편에서 특별출연을 하기도 했다.

### 영화
- 25살의 키스(SBS) - 제임스 릭포트 (게리 마샬)
- 이연걸의 소림오조(MBC) - 계파대사, 과일장수
- 시체들의 새벽 - 영화 다이렉터
- 의천도룡기(MBC) - 나레이터, 성곤
- 나인야드 2(SBS)
- 미녀 삼총사 2(SBS) - 보슬리 (버니 맥)
- 미네소타 트윈스(SBS) - 토마스 (제이슨 로바즈)
- 유니버셜 솔져(SBS) - 카스 (티코 웰스)
- 내겐 너무 예쁜 당신(SBS)
- 글로리아(SBS)
- 피아니스트의 전설(SBS)
- 사랑도 통역이 되나요?(SBS) - 찰리(하야시 후미히로)
- 아스테릭스(SBS)
- 깝스(SBS)
- 위험한 사돈(SBS) - 제리 (알버트 브룩스)
- 사랑과 영혼(SBS)
- 비상계엄(MBC)
- 브링 잇 온(MBC)
- 프로젝트 B(MBC) - 테러리스트(푸킨 젠-노수케)
- 와호장룡(MBC)  - 채포두(왕덕명) / 미대표(마중헌)
- 마르셀의 여름(MBC)
- 은밀한 유혹(MBC)
- 007옥토퍼시(MBC)
- 이연걸의 탈출(MBC)
- 장군의 딸(MBC)
- 닉 오브 타임(MBC)
- 닥터 두리틀(MBC)
- 당신이 잠든 사이에(MBC) - 의사(딕 쿠색) / 핫도그 파는 남자(피터 시라구사)
- 히달고(MBC) - 아지즈 (아담 알렉시 말르) / 술집 남자(C. 토마스 하월)
- 프로텍션(MBC) - 테드 (피터 갤러허)
- 나인 야드(MBC) - 프랭키 (마이클 클라크 던컨)
- 콘헤드 대소동(MBC) - 벨다 (댄 에크로이드)
- 디 아이(MBC) - 퇴마사
- 씬 레드 라인(MBC) - 스톰 (존 라일리)
- 엔트랩먼트(MBC) - 티바도 (빙 레임스)
- 스콜피온 킹(MBC) - 주인공을 도와준 흑인
- 유혹은 밤 그림자처럼(MBC) - 프레디 / 레이몬드 선배
- 황비홍(MBC) - 숙부
- 황비홍2(MBC) - 영국 영사
- 지중해(MBC) - 노벤타 (클라우디오 비시오)
- 프랭키와 쟈니(MBC) - 티노 (그렉 루이스)
- 부라보 투 제로(MBC) - 레이
- 환생(MBC) - 코지
- 론머맨2(MBC) - 워커
- 미이라(MBC)
- 스피시즈(MBC)
- 라이징 선(MBC)
- 긴급명령(MBC)
- 폭풍의 질주(MBC)
- 큰 도둑 작은 도둑(MBC)
- 로빈 후드: 도둑들의 왕자(MBC) - 피터(리암 할리간)
- 어비스(MBC)
- 스내치(MBC) - 애비 (데니스 파리나)
- 천녀유혼(MBC)
- 베니와 준(MBC)
- 에어 콘트롤(MBC)
- 폴리스 스토리(MBC) - 대니(풍극안) / 진가구의 친구(왕곤)
- 폴리스 스토리 3(MBC)
- 아라비아의 로렌스 그 후의 이야기(MBC)
- 복제인간의 제국(MBC)
- 세븐(MBC)
- 나비효과(MBC) - 떰퍼(이선 서플리)
- 동방불패(MBC) - 상문천 (유순)
- 더 길티(MBC) -  마틴(던컨 프레이저) / 배니(피터 캔트) / 자일스(마틴 에반스)
- 12명의 성난 사람들(MBC) - 10번 배심원 (미켈티 윌리암슨)
- 나쁜 녀석들(MBC)
- 아름다운 비행(MBC)
- 트루먼 쇼(MBC)
- 플레드(MBC)
- 모험왕(MBC)
- 황비홍6(MBC)
- 파고(MBC)
- 유주얼 서스펙트(MBC)
- 에디(MBC)
- 뮤리엘의 웨딩(MBC)
- 브룩 쉴즈의 사하라(MBC)
- 블루 데블(MBC)
- 택시(MBC)
- 브레이크 다운(MBC)
- 제로니모(MBC)
- 러시아워(MBC)
- 탑건(MBC)
- 007언리미티드(MBC)
- 패트리어트(MBC)
- 굿바이 마이 프렌드(MBC)
- 낭만풍폭(MBC)
- 리전에어(MBC) - 군인(데이비드 헤이먼) / 지휘관(킴 뢰머)
- 창공의 여왕(MBC)
- 알리(MBC)
- 써머스비(MBC) - 폴섬
- 타이쿠스(MBC)
- 사랑의 블랙홀(MBC)
- 볼링 포 콜럼바인(MBC)
- 체인 리액션(MBC)
- 컷스로트 아일랜드(MBC)
- 피스메이커(MBC)
- 패스트 & 퓨리스(MBC) - 태너 (테드 레빈)
- 스타워즈 에피소드 4(MBC) - 타게 장군(돈 헨더슨) / 지휘관 대장(드류 헨리)
- 블레이드2(MBC) - 아사드(대니 존줄스)
- 결혼 만들기(MBC)
- 어니스트 슬램덩크(MBC)
- 뱀파이어 해결사(MBC)
- 뱀파이어의 환생(MBC)
- 고질라(MBC)
- 나 홀로 집에(MBC) - 공항 운전사(마이클 한센) / 경찰(래리 핸킨)
- 나 홀로 집에2(MBC) - 노숙자(레오나르드 테퍼)
- 예카테리나 대제(MBC) - 푸가초프(존 리스데이비스)
- 라이언 일병 구하기(MBC)
- 순류역류(MBC) - 길숙
- 갱스 오브 뉴욕(MBC)
- 인디펜던스 데이(MBC)
- 스트리트 파이터(MBC)
- 용가리(KBS)
- 크림슨 타이드(MBC)
- 패트리어트 게임(MBC)
- 업 클로즈 앤 퍼스널(MBC)
- 프리잭(MBC)
- 히틀러의 부활(MBC)
- 007 살인면허(MBC) - 샤키(프랭크 맥래) / 선박 운전사(로저 커드니)
- 인자무적(MBC)
- 나이트워치(MBC)
- 도플갱어(MBC)
- 스위치(MBC) - 악마 (브루스 페인)
- 콜드 하트(MBC) - 쟈니 (프루이트 테일러 빈스)
- 베스트 맨(MBC) - 솔 (미첼 휘트필드)
- 한 여름 밤의 꿈(MBC) - 퍼크(로빈) (스탠리 투치)
- 록 스탁 앤 투 스모킹 배럴즈(MBC) - 프랭크 (스티브 스위니)
- 이벤트 호라이즌(MBC) - 쿠퍼 (리처드 T. 존스)
- 탱크걸(MBC) - 부가 (제프 코버)
- 인디아나 존스: 최후의 성전(MBC) - 가짐(케보크 말리키안) / 파나마 모자(폴 맥스웰)
- 아이큐(MBC) - 밥(토니 샬호브)
- 써든 데스(MBC) - 어스본(제프 하웰)
- 스쿠비 두(SBS) - 스쿠비 두(네일 패닝)
- 007 리빙 데이라이트(MBC) - 푸쉬킨(존 라이스 데이비스)
- 중화영웅(MBC) - 암살범(정호)
- 브레이크 다운(MBC) - 얼(M.C. 게이니)
- 중년의 함정(MBC) - 케빈(스티븐 루트) / 경찰(랜달 패트릭)
- 윈체스터 73(MBC) - 술집 주인(존 알렉산더)
- K2(MBC)

### 게임
- 진 삼국무쌍3 - 황충/여몽
- 진 삼국무쌍3 맹장전 - 황충/여몽
- 진 삼국무쌍3 Empires - 황충/여몽
- 진 삼국무쌍4 - 황충/여몽
- 진 삼국무쌍4 맹장전 - 황충/여몽
- 슬라이쿠퍼 - 전설의 비법서를 찾아서 - 클락워크
- 건담전기 - 가이아/님바스 슈타젠
- 메트로 2033 - 울만
- 폴아웃 3 - 알리스터 텐페니 등

### 예고
- 12월의 SBS 어린이 프로그램(SBS)
- 세기의 대결 알파고 VS 이세돌 (SBS)
- 영화 《다세포 소녀》 예고편

### CF
- 롯데하이마트(Hi-Mart) CF
- 하이얼(중국 전자회사) CF
- 마이크로소프트(키보드,마우스)라디오 CF
- 대한계육협회 라디오 CF
- 농심 신라면 CF
- 오뚜기 마일드 참치 CF
- 농심 후루룩 국수 CF
- 러시앤캐시 CF - 無과장
- 7번가 피자 CF
- 원더풀 CF
- 듀라셀 CF
- 삼성 센스 CF
- 당신은 골프왕 CF
- TJ미디어 CF
- 평양성
- S-OiL CF
- 동아제약 박카스 CF
- 동아제약 모닝케어 플러스 CF
- KT 올레 CF
- 서울우유 슈레드 피자치즈 CF
- 롯데카드 CF
- IS동서 이누스 비데 CF
- 안국약품 토비콤 CF
- ABC 마트 CF
- 삼진제약 게보린 CF
- 페이나우 CF
- 무학 좋은데이 CF
- 모바일 신용대출 사이다 CF
- 제일약품 케펜텍 CF
- 제 20회 민원봉사대상 CF
- KT스카이라이프 CF
- KB국민카드 스타샵 한 번 더 편 CF
- 제스프리 썬 골드 키위 쌩쌩업 편 CF
- 광동제약 쌍화탕 CF
- LG데이콤 08217 CF
- 배상면주가 산사춘 CF
- 인터파크 인터파크상품권 CF
- 퓨어린 예지미인 CF
- 신한카드 신한 LOVE 카드 CF
- 워너 브라더스 코리아 겟 스마트 예고편
- LG데이콤 국제전화002 CF
- 해태제과 생생감자팁 CF
- 해태음료 야채가득 CF
- 도미노피자 더블크러스트 치즈볼 피자 CF
- 양돈자조활동자금관리위원회 우리돼지고기 CF
- KTF FIMM CF
- 오리온 투니스 CF
- 미미월드 젠가 CF
- 토이트론 몬스터버거 쌓기게임 CF
- 컴투스 컴투스프로야구2015 CF
- 월드시네마 엘프
- 명인제약 이가탄 CF
- 5425 060 700 5425 CF
- 현대약품 시노카 CF
- 맥도날드 신맥 빅맥 CF
- 삼성전자 CF
- 에스케이패션 타미진 CF
- 삼성전자 삼성 DVD 콤보 레코더 CF
- 피자헛 리치골드 핫앤스위트 CF
- 분당자연박물관 2005 세계 박물관 문화 박람회 CF
- 롯데쇼핑시네마사업본부 나두야 간다 예고편
- 에이아이씨코리아 날으는 돼지 - 해적 마테오 예고편
- 홈플러스 CF
- OX퀴즈왕 CF
- 키움증권 CF

### 지역광고
- 스파밸리 - 대구
- 세기보청기 - 대구
- 뉴부산관광 - 부산

## 수상
- 2001년 MBC 연기대상 라디오부문 특별상
- 2015년 한국PD대상 성우 출연자상
- 2018년 MBC 방송연예대상 성우 특별상 (출발 비디오 여행)

## 같이 보기
- 문화방송 성우극회